# Organització Republicana Gallega Autònoma

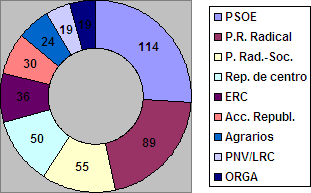
Resultat de les eleccions generals espanyoles de 1931 (24 de juny de 1931). ORGA, en blau fosc, va obtenir 14 escons.

L'Organització Republicana Gallega Autònoma (ORGA) fou un partit polític gallec, de caràcter republicà i autonomista que es fundà a la tardor de 1929 a La Corunya per Santiago Casares Quiroga i Antón Villar Ponte amb la participació de les Irmandades da Fala locals. En un primer moment, els galleguistes eren majoritaris en l'organització, la qual cosa explica que en el seu primer manifest l'ORGA reclamés una república federal. Quan el sector galleguista va organitzar el seu propi partit, l'ORGA va defensar l'autonomisme.

## Trajectòria
El 26 de març de 1930 va organitzar la Federació Republicana Gallega (mitjançant el denominat Pacte de Lestrove), en el qual es van integrar partits republicans com el Partit Radical i el Partit Republicà Radical Socialista. Va formar part del Pacte de Sant Sebastià, representada per Casares Quiroga. Després de la proclamació de la Segona República Espanyola en 1931, van deixar la FRG els radicals i els radicalsocialistes, encara que la FRG va seguir existint fins a abril de 1932. La FRG-ORGA va concórrer a les eleccions constituents de 1931 formant part de les candidatures republicano-socialistes. Dels 44 escons en joc a Galícia, la FRG-ORGA va obtenir 17, entre els quals es trobaven diputats que més tard s'integrarien en el galleguisme, com Antón Villar Ponte i Ramón Suárez Picallo. En el Congrés va formar el grup de la Minoria Gallega, en el qual també es van integrar els diputats galleguistes, Castelao i Ramón Otero Pedrayo.
Durant el debat de totalitat del projecte de Constitució espanyola de 1931, el portaveu de la Federació Republicana Gallega Roberto Novoa Santos va donar suport a la proposta d'Estat integral que reconeixia les "regions autònomes", a la qual va denominar "República integral i pluritària", i que havia de ser la superació del xoc de dues voluntats: la de les "regionalitats [sic] que afirmen la seva personalitat ben destacada i que anhelen un règim federatiu", entre les quals inclou a Catalunya, Bascònia i Galícia, a la qual considera "quasi una nacionalitat", i "la voluntat de resistència d'aquells territoris que han exercit l'hegemonia política i cultural i administrativa en tota l'òrbita del vell Estat espanyol". "La nostra fórmula pràctica, afirma Novoa, seria aquesta: diversitat dins de la unitat, integració en la diferenciació. Els anomenats fets diferencials, la llengua, la raça, la cultura, són fets adjectius que deriven d'una essència comuna: l'essència comuna hispana". A continuació anuncia:
| « | Nosaltres, els gallecs, aspirarem, al moment oportú, o sol·licitarem també un règim d'autonomia... Per suposat, que els gallecs no pretenem haver aconseguit la maduresa política de les gents de Catalunya; sabem també que la nostra Llengua gallega no està tan incrustada en l'ànima del poble com ho està el català al territori de la Generalitat, i també sabem que els nostres valors econòmics no corren parells amb els valors econòmics catalans; però, així i tot, en el seu moment, en el seu moment, en l'instant precís, els Diputats gallecs sabran demanar a aquestes Corts Constituents una autonomia... conservant sempre, com vaig dir, el sentit d'un Estat integral | » |

Santiago Casares Quiroga va formar part dels governs de la República entre 1931 i 1933, donant al partit una orientació destinada a consolidar la República, però sense promoure algun tipus d'autonomia gallega. Els sectors de la FRG-ORGA més nacionalistes, liderats per Suárez Picallo, juntament amb la secció argentina de la ORGA, amb Ramón Suárez Picallo, van participar en 1931 en la fundació del nacionalista Partit Galleguista, liderat per Castelao. Aquest, juntament amb Suárez Picallo i Otero Pedrayo van abandonar la Minoria Gallega del Congrés. Villar Ponte va mantenir la seva fidelitat al capdavanter de la ORGA, Casares Quiroga, fins a 1934. Dissolta la Federació, al maig de 1932 l'ORGA va passar a denominar-se Partit Republicà Gallec (PRG) i en 1934 es va unir a Acció Republicana i al Partit Republicà Radical Socialista Independent per formar Izquierda Republicana, sota la direcció de Manuel Azaña.

## Diputats electes de l'ORGA
- Per la província de la Corunya, Emilio González López, Santiago Casares Quiroga, Leandro Pita Romero, Ramón Suárez Picallo, Antón Villar Ponte i Ramón María Tenreiro Rodríguez.
- Per la província de Lugo, Sergio Andión Pérez, Luis Peña Novo, Daniel Vázquez Campo
- Per la província d'Ourense, Ramón Otero Pedrayo.
- Per la província de Pontevedra, Castelao, Laureano Gómez Paratcha, Bibiano Fernández Osorio Tafall i Joaquín Poza Juncal

## Premsa
L'ORGA en un primer moment no comptà amb cap òrgan oficial de premsa per a difondre el seu ideari, intentà sense èxit comprar algun diari corunyès i entre juny de 1931 i juliol de 1932 El Orzán es convertí en el seu portaveu oficiós, rebent també el suport d'El País de Pontevedra fins a novembre de 1932. En 1933 la direcció del partit acordà editar de nou un antic diari que dirigia Casares Quiroga, Tierra Gallega, el nou diari sortirà a la llum el 25 de gener però no aconseguí consolidar-se i el 4 de juny del mateix any va tancar.